# カメハメハ5世

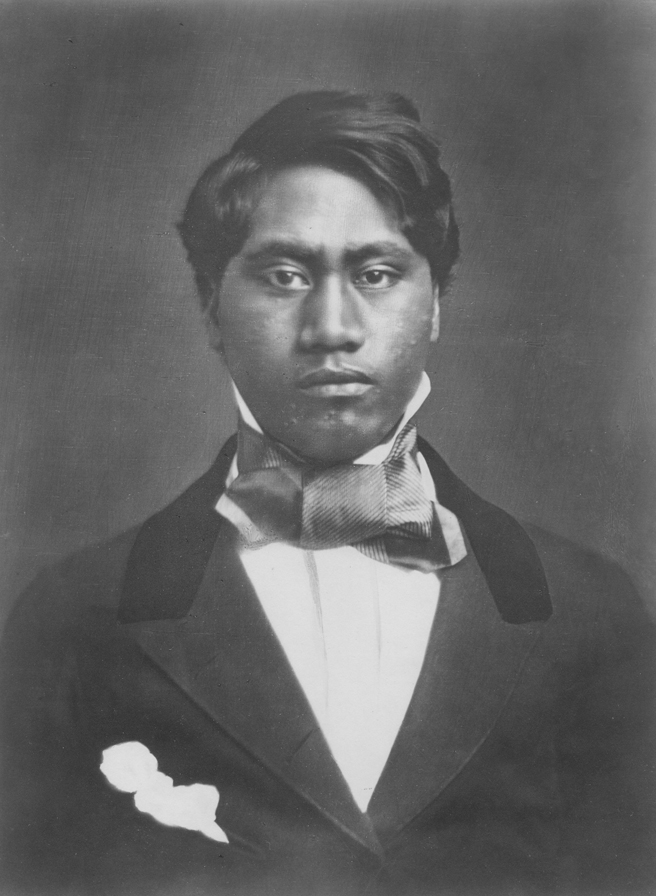
即位前のカメハメハ5世（1850年頃撮影）

カメハメハ5世（ハワイ語: Kamehameha V, 1830年12月11日 - 1872年12月11日）は、ハワイ王国第5代国王（在位: 1863年11月30日 - 1872年12月11日）。

## 略歴
カメハメハ1世の娘キナウの長男としてホノルルに生まれる。幼少期より欧米各国を訪問し、1849年には、カメハメハ3世の元へ養子に出されていた弟のアレクサンダー・リホリホ（のちのカメハメハ4世）と共にアメリカ合衆国へ渡る。イギリスでは国賓として厚くもてなされたのに対し、アメリカでは冷遇され、ニガーの扱いすら受けたことなどから、親英主義の考えを持つようになった。カメハメハ4世が即位すると、その下で内務長官、財務長官の要職に就いた。
1853年にはフリーメイソンのハワイアン・ロッジNo21に加入した。
1863年11月30日、先代カメハメハ4世が29歳という若さで急逝したため、カメハメハ5世として即位する。王権の拡張を志向し、アメリカによって起草された共和主義的な1852年憲法を否定し、1864年8月13日に同憲法の破棄を宣言、8月20日に新しい憲法（1864年憲法）を公布した。この憲法では議会の一院制、選挙権獲得条件の厳格化が規定された。
1872年12月11日、独身で、世継ぎの無いまま42歳で他界し、カメハメハ王朝は断絶する。後継には議会より選出されたウィリアム・C・ルナリロが王位を継承した。